# Нордвейк

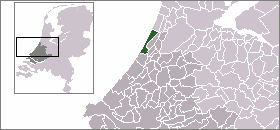
Расположение общины Нордвейк на карте Нидерландов

Нордвейк (нидерл. Noordwijk, МФА: [ˈnoːrtʋɛi̯k]) — деревня и община в провинции Южная Голландия (Нидерланды).

## История
Деревня Нордвейк образовалась из двух слившихся вместе населённых пунктов: Нордвейк-ан-Зе и Нордвейк-Биннен.
Нордвейк-ан-Зе был деревней на берегу моря, существовавшей с XIII века. Тут жили рыбаки, во времена Реформации жители Нордвейк-ан-Зе стали протестантами.
Нордвейк-Биннен вырос вокруг церкви, которую в 847 году построил шотландский монах-бенедиктинец Джерон, и где он в 857 году был замучен до смерти. Постепенно место мученичества святого Джерона стало местом паломничества, что было официально закреплено епископом Утрехтским в 1429 году. Соответственно, жители Нордвейк-Биннена были в основном католиками.
Результатом религиозной розни стало то, что во времена Восьмидесятилетней войны береговые гёзы страдали от испанских солдат, а жители Нордвейк-Биннена — от войск оранжистов.
В XIX веке на территории общины Нордвейк началось промышленное выращивание цветов.
В настоящее время в Нордвейке размещается Европейский центр космических исследований и технологий Европейского космического агентства.
23–24 июня 2011 года в Нордвейке прошло пленарное заседание Группы ядерных поставщиков.
1 января 2019 года община Нордвейк объединилась с бывшей общиной Нордвейкерхаут. Новая община имеет муниципальный офис в Нордвейкерхауте и ратушу в Нордвейке. Заседания совета объединенной общины проходят в «де Дуинпан» в Зилке.

## Известные уроженцы
- Генриетта Роланд Холст — поэтесса и писательница